# Nquma
Nquma là một chi ốc biển, là động vật thân mềm chân bụng sống ở biển trong họ Turridae.

## Các loài
Các loài thuộc chi Nquma bao gồm:
- Nquma rousi (Sowerby III, 1886)[2]
- Nquma scalpta Kilburn, 1988[3]